# Florinda Chico
Florinda Chico Martín-Mora (Don Benito, 24 de abril de 1926 — 19 de fevereiro de 2011) foi uma atriz de teatro, cinema e televisão espanhola.